# Батон Бреучки
Батон Бреучки је био вођа племена Бреуца, илирског племена које се борило против Римског царства у рату познатом као Батонов устанак . Батон Бреучки је своју војску ујединио са војском Батона Деситиата и они су заједничким снагама нанели један од најтежих пораза римској војсци 8. године. Због сталних напада Римљана, али више због свађа, Бреуци су потпуно поражени на реци Батинус (највероватније Босна). Батон Бреучки је издао Пинеја Римљанима, а након тога сам ја владао племеном Бреука. Међутим, ускоро га је заробио Батон Десидиат, који је успео да убеди већину Бреукова да се поново побуне а Батон Бреучки је осуђен и погубљен.
Батона спомињу антички писци који су писали о борбама Римљана са илирским устаницима: Страбон, Овидије, Велеј Патеркул, Светоније и Касије Дион.